# 1526
Évszázadok: 15. század – 16. század – 17. század
Évtizedek: 1470-es évek – 1480-as évek – 1490-es évek – 1500-as évek – 1510-es évek – 1520-as évek – 1530-as évek – 1540-es évek – 1550-es évek – 1560-as évek – 1570-es évek
Évek: 1521 – 1522 – 1523 – 1524 –  1525 – 1526 – 1527 – 1528 – 1529 – 1530 – 1531

## Események

### Határozott dátumú események
- január 14. – Madridban V. Károly német-római császár és I. Ferenc francia király békét köt. (A francia király hatalmas váltságdíj fejében kiszabadul fogságából.)[1]
- április 23. – Szulejmán szultán ismét Magyarország ellen indul.[1]
- április 24. – Fegyveres országgyűlés Rákosmezőn, amely határozatokat hoz a küszöbön álló hadjárat előkészületeiről.[1]
- május 22. – Cognac városában I. Ferenc francia király, Francesco Sforza milánói herceg, VII. Kelemen pápa és Velence megbízottai megkötik V. Károly császár ellen a „Szent Ligát”.[2]
- május 23. – A magyarok szorultságáról értesülve a pápa felhatalmazást ad arra, hogy Magyarországon megadóztathassák az egyházi javadalmakat, és a honvédelem céljára áruba bocsáthassák a templomok kincseit és az egyházi birtokokat.[3]
- június 1. – A július 2-ára szóló tolnai hadbaszállási parancs megfogalmazása. (A mozgósítási parancsot három hétig nem kézbesítették ki mindenüvé, majd annak végrehajtása – a kikézbesítés után – nem történt meg.)[4]
- június 17. – A királyi tanács – összhangban a pápai felhatalmazással – elrendeli az egyházi kincsek felének lefoglalását.[3]
- július 2. – I. Szulejmán oszmán szultán Nándorfehérvárhoz érkezik.[4]
- július 5. – Tomori Pál kalocsai érsek és bácsi ispán utasítja Várdai Mihály és Zoltai János bodrogi ispánokat, hogy a megye nemesi felkelését és a jobbágyok ötödrészét a péterváradi rév védelmére küldjék, hogy ott megvédhessék Bács és Bodrog megyéket. (8-án már a megyét utasítja, hogy még azon az éjjel valamennyi nemes és jobbágy egyenként a péterváradi révnél legyen.)[4]
- július 9. – A török előőrsök Pétervárad alá érnek.[5]
- július 10. – I. Szulejmán szultán Nándorfehérvár alatt – zuhogó esőben – hadiszemlét tart.[6]
- július 11. – A szultán Nándorfehérvárról (Belgrádból) átkel Zimonyba.[4]
- július 20. – II. Lajos király a pápai segélyhad első felével, cseh zsoldosokkal és saját bandériumával elindul Budáról.[1]
- július 27. – Alapy György bán vezette maroknyi várvédők – kétheti ostrom után – kénytelenek a török túlerővel szemben feladni Pétervárad várát.[7]
- július 28. – Nádasdy Tamás királyi titkár előadja II. Lajos segélykérelmét a speyeri birodalmi gyűlésen.[1]
- augusztus 6. – II. Lajos és hadserege Tolnára érkezik, ahol csatlakozik hozzá a pápai pénzen felfogadott lengyel zsoldos csapat.[1]
- augusztus 8.
  - Eszék polgárai a város kulcsait eljuttatják a szultánnak.[4]
  - Elesik Újlak vára.[1]
- augusztus 14. – A török csapatok megérkeznek az eszéki vár mellé.[4]
- augusztus 19–23. – Az oszmán hadsereg Eszéknél átkel a Dráván.[1]
- augusztus 24. – Tomori Pál öt nappal a mohácsi vész előtt legyőz egy török sereget Krassóvár közelében.
- augusztus 29. – A magyar sereg Mohácsnál alig másfél óra alatt megsemmisítő vereséget szenved a I. Szulejmán szultán vezette török hadaktól.[8] A mohácsi csatában elesett csaknem a teljes gyalogság, hét főpap és huszonnyolc főúr, míg a menekülő II. Lajos király a megáradt Csele-patakba fulladt.
- augusztus 30. – Megérkezik Budára a csatavesztés híre,[1] Lajos özvegye, Mária királyné udvarával Pozsonyba menekül.[9]
- szeptember 11. – I. Szulejmán szultán – serege élén – bevonul a védtelenül hagyott Budára.[10]
- szeptember 14. – A törökök felgyújtják Budát és Pestet.[9]
- szeptember 25. – A szultán Pestnél átkel a Duna bal partjára[11] – és a hadak hátrahagyása nélkül – hazaindul a Duna–Tisza közén dél felé. (Magával viszi a budai vár értékeit és a budai zsidókat.)[9]
- szeptember 28. – A török sereg kifosztja Szeged városát.[12]
- október 10. – Az oszmán fősereg Nándorfehérvárnál átkel a Duna déli partjára, az elfoglalt szerémségi várakban oszmán őrség marad.[1]
- október 18. – I. Szulejmán kivonul Magyarországról, befejeződik az 1521-26-os török háború.
- október 19. – Sárffy Ferenc győri várparancsnok jelentést ír Brodarics István kancellárnak II. Lajos király holttestének megtalálásáról.[1]
- október 23. – Ferdinánd osztrák főherceget a cseh rendek királyukká választják.[13]
- november 10.
  - A székesfehérvári országgyűlés Szapolyai János erdélyi vajdát választja királlyá.[9]
  - Perényi Péter koronaőr tölti be az erdélyi vajda tisztet.
- november 11. – Szapolyai János erdélyi vajdát magyar királlyá koronázzák.[14].
- november 17. – A pozsonyi országgyűlés magyar királlyá Ferdinánd cseh királyt választja.[9]
- november 26. – V. Károly német-római császár és spanyol király levélben biztosítja a magyar rendeket, hogy az országot megvédi a török ellen.
- december 16. – Az ellenpárt Habsburg Ferdinándot kiáltja ki magyar királynak Szapolyai János ellenében.[15]

### Határozatlan dátumú események
- augusztus eleje – Szlavónia rendjei Rácsán tartott tartománygyűlésükön elhatározzák – jobbágyaik ötödrészével együtti – nemesi felkelésüket. (A mohácsi mezőre azonban kevesen érnek időben.)[4]
- augusztus 14. után – VIII. Henrik angol király követe, Sir John Wallop útnak indul Londonból a Magyarországnak szánt segéllyel.[1]
- késő ősz – Zavargások a Délvidéken, Török Bálint rátámad Cserni Jovánra (szabadkai támadás).
- télutó – Csáky László megtámadja Cserni Jovánt, de kudarcot vall és a szerbek megölik (csanádi támadás).
- az év folyamán –
  - Kihal a mazówiai hercegi dinasztia. (Hercegségük ekkor a Krakkóban székelő Jagelló királyi családra szállt.)
  - Az 1526-ban alapított Német Lovagrend országa véglegesen is megszűnik. (A rendet bár Brandenburgi Albert névlegesen feloszlatta, de V. Károly német-római császár nem ismerte el az intézkedést, új nagymestert tett meg Walter von Kronenberg személyében. A lovagrend ezt követően áttelepül Németországba.)
  - A Mogul Birodalom megalapítása. (Gyakorlatilag az angol gyarmatosításig fennmarad.)[16]

## Születések
- július 31. – Ágost szász választófejedelem († 1586)
- augusztus 18. – Claude d’Aumale, Aumale guise-házi hercege, a francia vallásháborúk katolikus pártjának egyik vezetője († 1573)
- október 30. – Hubert Goltzius németalföldi grafikus, festő, nyomdász, numizmatikus, történész († 1583)
- az év folyamán:
  - Báki vagy Mahmud Báki oszmán-török költő, a török irodalom egyik legnagyobb alakja
  - Philippe de Montmorency–Nivelle, Horne grófja, a németalföldi szabadságharc mártírja
  - Giovanni Pierluigi da Palestrina zeneszerző, a reneszánsz templomi zene kiemelkedő képviselője
  - Bornemissza Gergely diák, egri végvári vitéz (†1555)

## Halálozások
- augusztus 29. –

II. Lajos magyar király, elesik Mohácsnál (* 1506)
Tomori Pál hadvezér, kalocsai érsek (* 1475 körül)
Szalkai László esztergomi érsek (* 1475)
Sárkány Ambrus kamarás, volt királyi országbíró (* 1480 körül)
Drágffy János királyi országbíró (* ?)
Perényi Ferenc váradi püspök (* 1500)
Móré Fülöp pécsi püspök (* ?)
Paksy Balázs győri püspök (* ?)
Csaholy Ferenc csanádi püspök (* 1496)
Palisnyai György boszniai püspök (* ?)
Szapolyai György szepesi gróf, a had második vezére (* 1488 k.)
Balassa Ferenc volt horvát–szlavón bán (* ?)
Bebek Ferenc, Gömör vármegye ispánja (* ?)
Perényi Gábor királyi kamarás, Ugocsa vármegye ispánja (* ?)
Országh Ferenc főkamarás (* ?)
Korlátkői Péter főajtónálló (* ?)
Trepka András főajtónálló, királyi testőrtiszt (* ?)
Horváth Simon királyi főpincemester (* ?)
Aczél István pozsonyi várnagy, királyi testőrtiszt (* ?)
Orlovcsics Gergely zenggi kapitány (* ?)
Štěpán Šlik gróf, cseh nemes (* 1487)
Jindřich Kutnaur z Kutnova cseh lovag, karlštejni várgróf (* ?)
Jan Bezdružický z Kolovrat cseh nemes, királyi kamarás (* ?)
Jakub Kyšperský z Vřesovic cseh nemes, királyi kamarás (* 1480 k.)
Széchy Tamás királyi kamarás (* ?)
Pálóczy Antal királyi kamarás (* ?)
Frangepán Mátyás gróf, királyi kamarás (* ?)
Bánffy Zsigmond királyi kamarás (* ?)
Hampó (Ernuszt) Ferenc királyi kamarás (* 1500 k.)
Batthyány János királyi kamarás (* ?)
- Vásárhelyi András (*?) költő
- Só Sin, a Rjúkjúi Királyság királya (* 1465)